# Пачеко, Мария Луиза
Мария Луиза Пачеко (22 сентября 1919, Ла-Пас — 23 апреля 1982, Нью-Йорк) — боливийская художница, эмигрировавшая в США. Несмотря на свою 20-летнюю карьеру в Нью-Йорке, она была гораздо более влиятельной в искусстве Латинской Америки, чем США.

## Биография

### 1919—1956: Боливия, Испания
Мария Луиза Пачеко родилась в Ла-Пасе в семье архитектора Хулио Мариака Пандо. Училась в Академии искусств в Ла-Пасе. В конце 1940-х и до 1951 года она работала в газете La Razón иллюстратором и редактором их литературного раздела. Стипендия от правительства Испании позволила Пачеко продолжить учёбу в 1951 и 1952 годах в качестве аспиранта и преподавателя живописи в Королевской академии изящных искусств Сан-Фернандо в Мадриде.

### 1956—1982 годы: Нью-Йорк
В 1956 году Пачеко была удостоен трёх последовательных стипендий от Мемориального фонда Джона Саймона Гуггенхайма в Нью-Йорке. Первое присуждение стипендии совпало с приглашением выставиться в Музее Организации американских государств (ОАГ) в Вашингтоне. В связи с этим в 1956 году Мария Луиза Пачеко переехала в Нью-Йорк. Находясь в Нью-Йорке, Пачеко также работала иллюстратором в журнале Life и дизайнером текстиля.

## Стиль
Начиная свою работу в образном стиле индигенизма боливийской живописи, преобладающем в 1930-х и 1940-х годах, Пачеко принадлежала к более абстрактной тенденции индигенистской школы.
Позже Пачеко предпочла более абстрактные стили, как до, так и после её пребывания в Европе и знакомства с Пабло Пикассо, Жоржем Браком и Хуаном Грисом. Искусствоведы выделили две отдельные фазы в её ранних работах: ранний абстракционизм во время её первого визита в Европу в начале 1950-х и более поздний стиль (в течение нью-йоркского периода), сильно подверженный влиянию абстрактного экспрессионизма. Её работы конца 1950-х годов характеризовались меньшей зависимостью от цвета и большим акцентом на текстуру краски.
Абстрактные картины Пачеко вдохновлены коренными народами кечуа и аймара в Боливии, там также встречаются образы ледников и вершин боливийских Анд. Её называли видным представителем авангардного поколения (наряду с гватемальцем Родольфо Абуларахом, чилийцем Марио Торалем, колумбийцем Омаром Райо и уругвайцем Хулио Алпуем), привнёсшим абстрактный язык в латиноамериканское искусство. Она была частью группы художников, известной как «Поколение 52 года», названной в честь года революции.
Работы конца 1960-х — начала 1970-х годов некоторые считают самыми зрелыми в творчестве Пачеко. Она использовала стиль, который ещё больше выделял текстуру над цветом, теперь полагаясь не только на краски, но и на другие материалы, такие как песок, газеты, фанера и картон.
С конца 1970-х годов и до самой смерти Пачеко перешла к более образным изображениям боливийского пейзажа, её работы этого периода отличались сочетанием абстракции и образности.